# Verden i en tråd
Verden i en tråd (tysk: Welt am Draht) er en tysk science fiction tv-serie i to dele fra 1973 instrueret af Rainer Werner Fassbinder. Serien har været vist i dansk tv i 1970'erne.
Serien handler om et computerprojekt kaldet Simulacron, hvor man kan simulere en hel verden.
Spørgsmålet er, om vores verden også er en simulation, da nogle personer forsvinder fra det ene øjeblik til det andet. Serien er en filmatisering af Daniel F. Galouyes bog Simulacron-3.